# Лудолф III фон Дасел
Лудолф III фон Дасел на немски: Ludolf III von Dassel; † сл. 1220) е граф на Дасел.
Той е син на граф Лудолф II фон Дасел († сл. 1209) и съпругата му от род Шварцфелд.
Брат е на граф Адолф II фон Дасел († 1257), Райнолд III († 10 март 1258), от 1209 г. домхер/каноник, приор и архдякон (1254) в Хилдесхайм, Зигебодо († сл. 1251), от 1222 г. домхер/каноник във Ферден, на Аделхайд († сл. 1238), омъжена 1220 г. за Бертхолд фон Шьонеберг († 1223), и на Хезека († сл. 25 юли 1220), омъжена за граф Хайнрих I фон Шваленберг-Валдек († пр. 1214).
Лудолф III фон Дасел се жени пр. 1217 г. за Бенедикта († сл. 1220). Те нямат деца.